# Alcide De Gasperi
Alcide De Gasperi, (Pieve Tesino, 3. travnja 1881. — Borgo Valsugana, 19. kolovoza 1954.), bio je talijanski političar i osnivač stranke Kršćanska Demokracija, jedne od najznačajnijih političkih stranaka u Italiji do početka 1990-ih. Bio je predsjednik vlade Italije od 1945. do 1953. godine, što je bio jedan od najdužih premijerskih mandata u političkoj povijesti moderne Italije. Bio je također jedan od osnivača Europske unije uz Roberta Schumana i njemačkog kancelara Konrada Adenauera.

## Životopis

### Rane godine
Rođen je u mjestu Pieve Tesino, u Tirolu, tada dijelu Austro-ugarske monarhije. Otac mu je bio lokalni policajac. De Gasperi je od 1896. godine bio aktivan u socijalno-kršćanskom pokretu. Godine 1900. upisao je Fakultet književnosti i filozofije u Beču, gde je odigrao važnu ulogu u pokretanju kšćanskog studentskog pokreta. Godine 1904. sudjelovao je na demonstracijama na kojima je zahtjevana veća zastupljenost talijanskog jezika na sveučilištu, nakon čega je bio zatvoren 20 dana. Diplomirao je filologiju 1905. godine.
Od 1905. godine uređivao je časopis „La Voce Cattolica“, kojeg je 1906. zamijenio časopis „Il Trentino“. Zalagao se za kulturnu posebnost talijanskog dijela Tirola, ali nikad nije podržavao njegovo izdvajanje iz okvira Austrougarske u korist Italije. Od 1911. do 1917. godine bio je zastupnik Narodnog političkog saveza Tirola u austrijskom Carskom vijeću. Tijekom Prvog svjetskog rata, bio je politički neutralan i živio je u Beču. Kada je dio Tirola s većinskim talijanskim stanovništvom priključen Italiji, prihvatio je talijansko državljanstvo.

### Otpor fašizmu
Godine 1919., bio je jedan od osnivača Talijanske narodne stranke (PPI), a od 1921. do 1924. zastupnik u talijanskom parlamentu, u periodu obilježenom usponom fašizma. Isprva je podupirao sudjelovanje stranke PPI u prvoj Musolinijevoj vladi 1922. godine. Kako je rastao Musolinijev utjecaj, na kraju se sukobio s fašistima oko ustavnih promjena i njihovog nasilja nad opozicijom; kulminacija svega bilo je ubojstvo socijalističkog političara Giacoma Matteottija. PPI se podijelila 1924., a De Gasperi je bio vođa antifašističke frakcije. Uhićen je 1927. godine i osuđen na četiri godine robije. Zdravlje mu se pogoršalo, pa je pušten iz zatvora u srpnju 1928. godine. Bio je nezaposlen i životario je sve dok preko poznanstava nije dobio posao kao katalogizator u Vatikanskoj knjižnici; tamo je radio sve do sloma fašizma u srpnju 1943. godine.
Tijekom Drugog svetskog rata, osnovao je prvu, tada ilegalnu, kršćansko-demokratsku stranku, Kršćansku Demokraciju. Siječnja 1943., objavio je program stranke, a 1944. izabran je za prvog tajnika Kršćanske Demokracije.

### Premijer Italije
Nakon oslobođenja Rima lipnja 1944., bio je ministar bez portfelja, a zatim ministar vanjskih poslova. Od 1945. do 1953. godine bio je predsjednik osam stabilnih vlada u kojima je dominirala Kršćanska Demokracija, zajedno u koaliciji s Talijanskom komunističkom i Talijanskom socijalističkom strankom. Tijekom njegovog mandata, Italija je proglašena Republikom 1946.; 54 % glasačkog tijela glasovalo je za republikansko uređenje. Bio je predsjednik talijanske delegacije na pariškoj mirovnoj konferenciji, na kojoj je uspio dobiti jamstva o suverenitetu Italije. Potpisivanjem mirovnog sporazuma sa Saveznicima 1947., Italija je među ostalim ostala bez pograničnih područja na istoku u korist Jugoslavije, a Slobodna teritorija Trsta naposljetku je bila podeljena između dvije države. Ostvareno je članstvo u NATO-u i savezništvo sa SAD-om 1949. godine, što je pomoglo obnovi talijanske privrede preko Marshallovog plana. Iste godine Italija je postala članica Europske zajednice za ugljen i čelik, preteče Europske unije.

### Izbori 1948.
Talijanski paralmentarni izbori 1948. godine uveliko su odredili izgled političke scene u Italiji, te odnose između SAD i Sovjetskog Saveza tijekom hladnog rata. Nakon komunističkog prevrata u Čehoslovačkoj u veljači 1948., vlada SAD-a zabrinuila se da bi Italija na isti način mogla potpasti pod utjecaj SSSR-a, jer su talijanski komunisti uživali snažnu potporu među narodom. Izbori su ostali poznati po žestokoj i prljavoj kampanji s obe strane, dotad neviđenoj u Italiji. Kršćansko-demokratska propaganda ostala je poznata po izjavama da u komunističkim zemljama djeca šalju svoje roditelje u zatvor, država je vlasnik djece, ljudi jedu svoju djecu, te da će Italija generalno propasti ako komunisti dođu na vlast. Talijani iz SAD-a, pozivani su da pišu svojim rođacima u Italiji, slavni pjevač Frank Sinatra (podrijetlom Talijan) ohrabrivao je Talijane preko radija, CIA je kroz crne fondove uložila 2 milijuna dolara u kampanju Kršćanske Demokracije. Kršćanska Demokracija je napolsijetku pobijedila s 48 % glasova (njen najbolji rezultat ikad), a komunisti su osvojili upola manje od rezultata izbora iz 1946. godine. De Gasperi je uspješno formirao novu vladu desnog centra i bio njen predsjednik sljedećih pet godina.

### Odlazak s vlasti i smrt
Iako je do 1952. osigurao veliku potporu unutar stranke i u vladi, De Gasperija je kritiziralo lijevo krilo Kršćanske Demokracije. Njegovi članovi optuživali su ga da se nije dovoljno založio za socijalnu i ekonomsku reformu i da je interese stranke podredio interesima vlade. Pošto Kršćanska Demokracija na izborima 1953. nije uspjela osvojiti većinu, De Gasperi nije uspio formirati vladu, te je dao ostavku na mjesto premijera. Naredne godine napustio je i mjesto predsjednika stranke. Dva mjeseca kasnije, umro je u Borgu Valsugani, u svom rodnom Trentinu. Sahranjen je u bazilici San Lorenco van Zidina u Rimu. Proces njegove beatifikacije pokrenut je 1993. godine.